# L'unité par la diversité
 (mars 2023).
Si vous disposez d'ouvrages ou d'articles de référence ou si vous connaissez des sites web de qualité traitant du thème abordé ici, merci de compléter l'article en donnant les références utiles à sa vérifiabilité et en les liant à la section « Notes et références ».
L'unité par la diversité est un ouvrage du théologien luthérien Oscar Cullmann paru en 1986, dans lequel l'auteur développe une conception originale de l'unité de l'Église : « Toute confession chrétienne possède un don inaliénable de l'Esprit, un charisme, qu'elle a le devoir de conserver, de cultiver, de purifier et d'approfondir, et qu'elle ne doit pas vider de sa substance dans un désir d'uniformisation ».
Selon lui, il faut combattre la fusion des églises et privilégier l'instauration « d'une communauté d'églises parfaitement autonomes demeurant catholiques, protestantes, orthodoxes... »